# Río Taquari (Mato Grosso del Sur)
El río Taquari es un río del estado de Mato Grosso do Sul, Brasil, que discurre en sentido este-oeste hasta desembocar en el río Paraguay, atravesando la región del Pantanal.
Perteneciente a la Cuenca del Plata, nace en la Sierra de Maracaju, en el municipio de Camapuã con una dirección norte- sur, después de pasar por la ciudad de Coxim dobla hacia el este y se interna en el Pantanal, donde se ramifica en varios brazos hasta alcanzar el río Paraguay.